# Том Елън
Том Елън (на английски: Tom Ellen) е английски журналист и писател на произведения в жанровете любовен роман, романтична комедия и детска литература.

## Биография и творчество
Том Елън е роден през 1984 г. в Лондон, Англия. Следва журналистика в Университета на Йорк (Йорк). След дипломирането си работи като журналист. Пише за списание „Viz“, а също така пише за „Космополитън“, „Empire“, „Evening Standard“, „Glamour“, NME, „ShortLis“, „Time Out“, „Vice“, и други.
Заедно с работата си започва да пише романи заедно с Луси Айвисън. Тяхната връзка започва още в училище в шести клас, после заедно учат в университета, където се разделят, но подновяват връзката си три години по-късно докато живеят в Западен Лондон.
Първият им роман „A Totally Awkward Love Story“ (Напълно неудобна любовна история) е издаден през 2014 г.
През 2020 г. е издаден самостоятелният му роман „Полунощ ме води към теб“. Той е история за съмненията в брака и дългата връзка, за възможността да се преоткрие голямата любов, един модерен прочит на идеята на Дикенсовата повест „Коледна песен“.
Том Елън живее в Лондон и Париж.

## Произведения

### Самостоятелни романи
- A Totally Awkward Love Story (2014) – с Луси Айвисън, издаден и като „Lobsters“[1][2]
- Never Evers (2016) – с Луси Айвисън
- Freshers (2017) – с Луси Айвисън, издаден и като „Freshmen“
- All About Us (2020)
Полунощ ме води към теб, изд.: „Софтпрес“, София (2020), прев. Кристина Димитрова
- The Start of You and Me (2023)

### Серия „Карикатурите, които оживяха“ (Cartoons That Came to Life)
1. The Cartoons that Came to Life (2021)[1]
2. The Cartoons That Saved the World (2022)

### Екранизации
- 2010 Waiting for Dafoe – късометражен